# Сен Ле
Сен Ле (фр. Saint-Leu, Réunion) град је у Француској, у департману Реинион.
По подацима из 1999. године број становника у месту је био 25.314.

## Демографија
| 1999.  | 2011.  |
| ------ | ------ |
| 25.314 | 31.837 |